# Lakritsrot

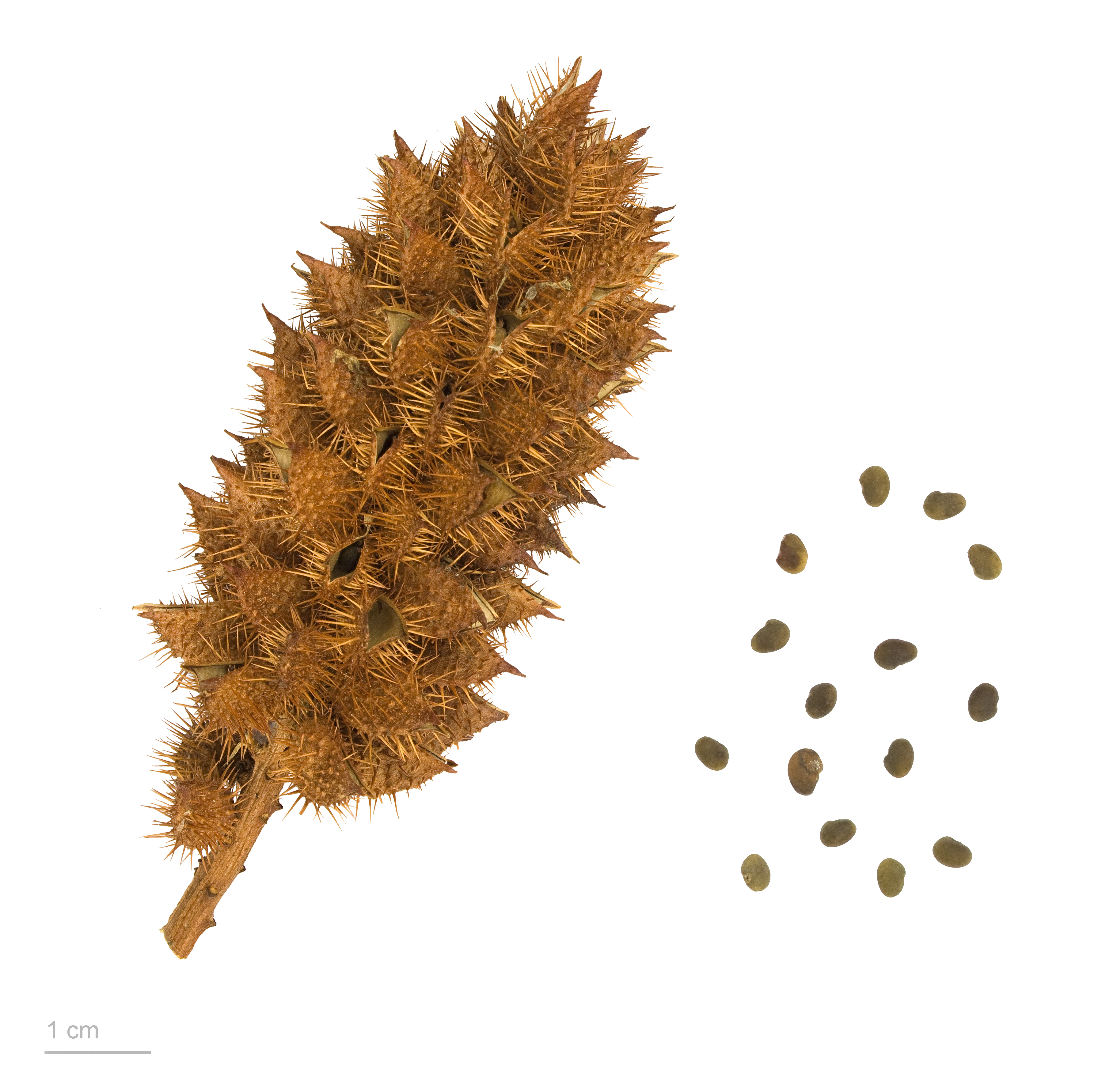
Glycyrrhiza glabra

Lakritsrot (Glycyrrhiza glabra) är en art i familjen ärtväxter. Den växer naturligt från östra och södra Europa till östra Asien. Arten odlas i till exempel Frankrike och Tyskland. I Sverige ses lakritsrot ibland som trädgårdsväxt. 
Blommorna är blåaktigt vita.
Växten har meterlånga och förhållandevis tjocka rötter. Roten används främst som smaksättare i läkemedel och godis, samt andra produkter som till exempel tuggtobak. Torkade lakritsrötter finns (2018) att köpa i hälsokostaffärer och apotek.

## Användning

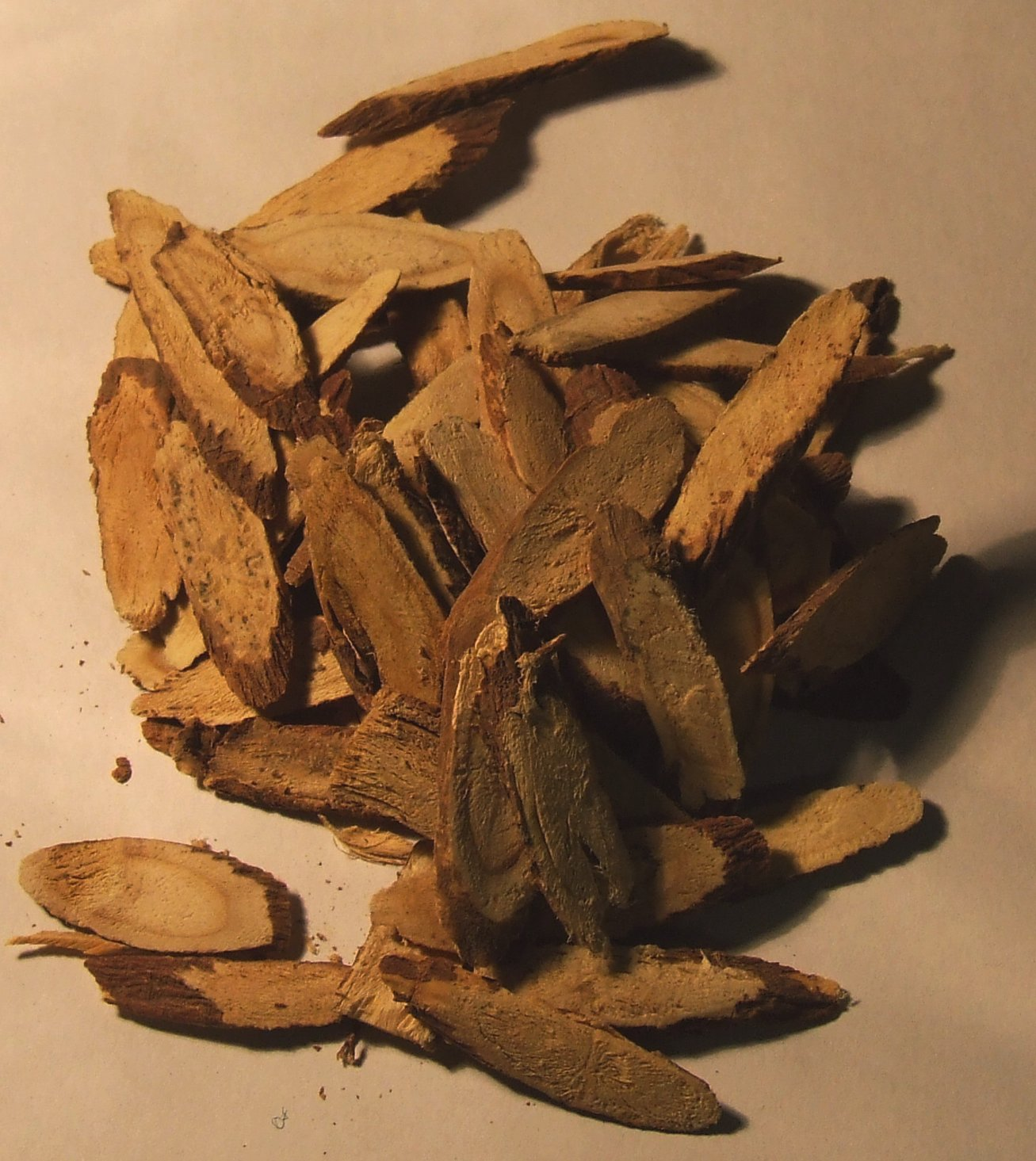
Hög med flisor av lakritsrot.

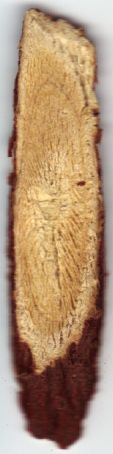
En flisa av lakritsrot.

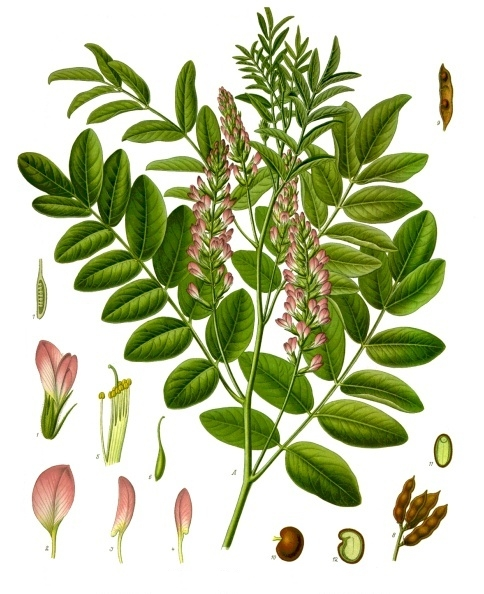

Extrakt av plantans rot är en av huvudingredienserna i lakritsgodis. Roten av lakritsrotplantan används också i traditionell kinesisk medicin, likaväl som i traditionell medicin i Japan, Korea, Vietnam, och andra asiatiska länder.
Pinnar av lakrits har typiskt en diameter mellan två och tio mm.
Roten växer ner till ca en meters djup, och skall vara minst tre år gammal före skörd. Lakritsroten har odlats i Europa sedan 1200-talet.
Trots att de ser ut som rena träpinnar, är de mjuka nog att man kan tugga på dem. De brukade vara populära hos nederländska, belgiska, danska, svenska och spanska barn.
Lakritsrot kan ha antingen en salt eller söt smak. De tunna pinnarna är oftast ganska salta och smakar ibland som salmiak, pinnarna är dock ganska söta, med en salt underton.
Lakritsrot kan också användas för att framställa sockervaror och likörframställning.
Lakritsrot kan strimlas och läggas i kokande vatten för att göra te som har en väldigt speciell smak, och är oftast omtyckt eller avskytt.
Lakritsrot är lättillgängligt i Danmark, speciellt i Århus gamla stadsdel.
Det säljs också på apotek och hälsokostaffärer.

## Lakritsrot och hälsa
Medicinsk lakritsrot är rik på antioxidanter, som har till uppgift att motverka fria radikaler och oxidativ stress. Den innehåller också isoflavoner (fytoöstrogen), men också B-vitaminer, samt fenolämnen som karotenoider, flavonoider, chalkoner och kumarin. Ungefär 50 olika ämnen av dessa typer har identifierats i lakritsrot. Vad som också styrker detta är att glycyrrhizinsyra, i likhet med en del andra terpener, visats ha anticarcinogena egenskaper i djurförsök.
I lakrits förekommer naturligt salicylsyra, vanligtvis under 1 mg/kg. Salicylsyra är en närbesläktad förening med samma egenskaper som acetylsalicylsyra, som är en av de vanligaste substanserna i smärtlindrande läkemedel. Acetylsalicylsyra används för att förebygga återfall i stroke eller hjärtinfarkt; den aktiva substansen salicylsyra förekommer även i andra frukter, bär och grönsaker och har visat sig hämma inflammatoriska processer. 
Lakritsrot har traditionellt använts som en örtmedicin mot olika symptom, såsom hosta och katarr.
Personer med hjärtproblem eller högt blodtryck bör undvika att inta stora mängder av lakrits under lång tid, eftersom det i höga doser kan förvärra högt blodtryck. Människor bör under längre tid maximalt inta 2 mg glycyrrhizinsyra per kilo kroppsvikt och dag. Väger man 40 kilo innebär det alltså max 80 mg. Väger man 100 kg är det alltså max 200 mg. Mängden glycyrrhizinsyra i torkat lakritsrotextrakt (rålakrits) är vanligen 4–25% och i ren lakritsrot 6–13%.

## Synonymer

### Svenska
Synonyma svenska namn är lakrits, rysk lakritsrot, spansk lakritsrot.

### Vetenskapliga
Glycyrrhiza glabra subsp. glandulifera (Waldst. & Kit.)Ponert
Glycyrrhiza glabra var. glandulifera (Waldst. & Kit.) Regel & Herder
Glycyrrhiza glabra var. typica L.
Glycyrrhiza glabra var. violacea (Boiss. & Noë) Boiss.
Glycyrrhiza glandulifera Waldst. & Kit.
Glycyrrhiza hirsuta Pall.
Glycyrrhiza pallida Boiss. & Noe
Glycyrrhiza violacea Boiss